# Alakölsee
Der Alakölsee oder Alaköl (kasachisch Алакөл) ist ein Salzwassersee in Kasachstan.

## Geographie
Der See liegt auf der Grenze der Provinzen Schetissu und Abai, ca. 60 km westlich der Staatsgrenze zur Volksrepublik China. Er ist die nordwestliche Verlängerung des als Dsungarische Pforte bekannten Tales. Dieses schmale Tal verbindet das südliche Hochland Kasachstans mit dem trockenen Nordwesten Chinas. Eine Verwerfung führte dazu, dass der Talgrund zwischen 350-450 m über dem Meeresspiegel liegt, die Gipfel des Dsungarischen Alatau (im Bild unten rechts) jedoch eine Höhe von 4463 m erreichen. Zwei deutlich abgegrenzte Schwemmkegel wurden von Gebirgsflüssen an der Südwestseite des Sees abgelagert.
Der Alaköl hat ein Einzugsgebiet von 65.200 km² und wird im Norden zeitweilig vom Ürschar gespeist. Der auf einer Höhe von 347 m liegende See hat eine Fläche von 2650 km², eine Tiefe von 54 m und ein Volumen von 58,6 km³. Ein Sumpfgebiet verbindet den See mit dem nordwestlich gelegenen Sassykkölsee. Südlich des Alakölsees befindet sich der Schalanaschkölsee, dessen Wasser zeitweise dem Alakölsee zufließt und der durch einen befahrbaren Damm vom Alakölsee getrennt ist.
Das Staatliche Schutzgebiet Alaköl wurde geschaffen, da der See ein wichtiges Brutgebiet für Vögel ist. Zu ihnen gehört insbesondere die Reliktmöwe (Ichthyaetus relictus). Auf der Piski-Insel gibt es Flamingos und 40 weitere Vogelarten. Die größte Insel ist Ul'kun-Aral-Tyube in der Mitte des Sees. Der See wird in der Ramsar-Liste als wichtiges Vogelgebiet geführt.
Der Alakölsee befindet sich im Alaköl-Biosphärenreservat.

## Anthropogene Einflüsse
Die bronzezeitliche Andronowo-Kultur siedelte im weiteren Umkreis des Sees. Mitte des 1. Jahrhunderts v. Chr. lag der Alaköl am Ostende des Staates Kangar, der auf chinesischen Karten der westlichen Territorien erscheint.
Die Landwirtschaft in der Region beschränkt sich auf Gebiete mit ausreichender Feuchtigkeit, besonders entlang zeitweilig Wasser führender Bäche und in den Deltas und Schwemmkegeln der Flüsse.

## Tourismus
Die Zufahrt zum See wird durch den sehr schlechten Straßenzustand erschwert. Die Straßen am nördlichen und östlichen Ufer werden zurzeit (2014) neu gebaut. Die südwestlich verlaufende A7 / A355 ist wegen enormen Straßenschäden durchgehend – wenn überhaupt – nur im Schritttempo und nur mit Erlaubnis der örtlichen Polizei befahrbar. Die Zubringerstraße A355 durch das Gebirge in Richtung Almaty ist jedoch in gutem Zustand, so dass sich an deren Ende ein im Sommer beliebtes Wild-Camping-Gebiet etabliert hat.
Ans Ostufer kommen zunehmend chinesische Touristen.